# 장치혁
장치혁(張致赫) (1932-    ) 전 고합그룹 회장으로, 고려학술 문화재단 이사장이다.